# ピップ
ピップ株式会社は、大阪府大阪市中央区に本社を置く大手製薬会社。家庭用磁気絆創膏「ピップエレキバン」をはじめ、医薬品・衛生用品の製造・販売を行う。また、日用品の卸事業も行っている。

## 沿革
本稿では創業からピップフジモトを経て、現在のピップまでを中心に述べる。東京藤本商事からピップトウキョウに至るまでの沿革はピップトウキョウを参照。
- 1908年（明治41年） - 大阪市にて「藤本真次商店」創業、医療用品の卸販売を開始
- 1923年（大正12年） - 東京出張所開設
- 1928年（昭和3年） - 組織変更により、合資会社藤本商店設立、東京出張所が東京支店に昇格
- 1946年（昭和21年） - 経理応急措置令により合資会社藤本商店が解散し、大阪藤本商事株式会社を設立。東京支店の機能は同時に設立された東京藤本商事株式会社に移管
- 1950年（昭和25年） - 藤本医療器株式会社に社名変更
- 1963年（昭和38年） - 社屋を大阪市中央区農人橋2丁目へ移転
- 1964年（昭和39年） - 藤本株式会社に社名変更
- 1970年（昭和45年） - 株式会社三栄商会を吸収合併
- 1972年（昭和47年） - ピップエレキバンを発売
- 1984年（昭和59年） - ピップフジモト株式会社（大阪）に社名変更。
- 1997年（平成9年） - 本社ビル完成
- 2000年（平成12年） - 株式会社ピース会高知、株式会社ピース会九州、株式会社ピース会兵庫を設立
- 2001年（平成13年） - 株式会社ピース会中部を設立
- 2003年（平成15年） - 板東株式会社、株式会社カガショーを子会社化
- 2004年（平成16年） - 八神商事株式会社を子会社化
- 2005年（平成17年） - 子会社の八神商事株式会社が株式会社ピース会中部を吸収合併
- 2008年（平成20年） - 
  - ワダカルシウム製薬株式会社を子会社化、岡山三誠株式会社の卸事業の営業権を譲受、子会社の株式会社カガショーを清算
  - ピップトウキョウ株式会社と経営統合し、事業持株会社（旧）ピップ株式会社を設立
- 2009年（平成21年） - ワダカルシウム製薬株式会社の株式を会社分割（簡易吸収分割）により親会社の（旧）ピップ株式会社へ継承
- 2010年（平成22年） - 当社を存続会社としてピップトウキョウ株式会社を吸収合併し、ピップ株式会社に商号変更。あわせて、旧ピップトウキョウ株式会社の子会社だったホープオーコーチ株式会社を当社の子会社として編入した（同時に事業持株会社の（旧）ピップ株式会社はフジモトHD株式会社に商号変更）。
- 2012年（平成24年）
  - 子会社の株式会社ピース会高知が同年2月29日をもって廃業し、清算。同社の機能の一部は当社松山支店へ継承。
  - 事業のグループ内統合に伴い、開発事業本部のマーケティング部門の一部グループ（通信販売事業）をワダカルシウム製薬株式会社へ、大阪彩都研究室をフジモトHD株式会社へそれぞれ移管。
- 2013年（平成25年） - 子会社の株式会社ピース会九州が同年10月31日をもって廃業し、清算。同社の事業は当社が継承。
- 2014年（平成26年）
  - 子会社の八神商事株式会社が株式会社ホープオーコーチを吸収合併。株式会社ホープオーコーチは八神商事株式会社の東京支店となる。
  - ピップグループ内における介護用品物販事業再編に伴い、グループ会社のピップケアウェル安心株式会社の大阪店の介護用品物販事業を当社子会社の八神商事株式会社へ移管。
- 2015年（平成27年）
  - 子会社の板東株式会社は既存事業を同じく子会社の八神商事株式会社に譲渡。ピップ&ウィズ株式会社に商号変更した上で第三者割当増資を行い、株式会社ウィズとフジモトHD株式会社の折半出資とし、ピップのロボット事業を担う会社とする。
- 2016年（平成28年）
  - ピップ&ウィズ株式会社をフジモトHD株式会社の完全子会社とし、ピップRT株式会社に商号変更。
- 2017年（平成29年）
  - 大阪・道頓堀の広告看板をLEDビジョンの時計台にリニューアル。
  - 株式会社サミット商事より薬粧部門を事業譲受し、八神商事株式会社沖縄支店を開設。
- 2018年（平成30年）
  - 創業110周年、商品開発事業設立50周年。

## 主な事業と取扱商品
- 磁気治療器/医薬品
  - ピップエレキバン（磁気治療器）【管理医療機器】
  - ピップマグネループ [2]
  - エマンシェリー/エマングレイス（磁気ネックレス）
  - 精禍（セイカ、生薬製剤）【第2類医薬品】 - 2017年4月発売（製造販売元：建林松鶴堂）
  - 心龍（シンリュウ、生薬製剤）【第2類医薬品】 -  2017年4月発売（製造販売元：建林松鶴堂）
  - カルリラ（解熱鎮痛薬）【指定第2類医薬品】 - 2017年4月発売（製造販売元：第一薬品工業）
  - ヘルスオイル（血清高コレステロール改善薬）【第3類医薬品】 - 2016年3月発売（製造販売元：中央薬品）
  - ピップ内服液（ビタミンB1主薬製剤）【第3類医薬品】（製造販売元：大同薬品工業）
  - ピップタウロポン（眠気防止薬）【第3類医薬品】（製造販売元：福地製薬）　
  - ダダンII（ビタミン含有保健薬、2011年4月に「ダダン」をリニューアル発売）【第2類医薬品】（製造販売元：大同薬品工業）
- フット/ボディケア（PIP HEALTH）
  - スリムウォーク
  - 腰の輪 - そのまま使っても、折っても、自由に切っても使える腹巻
- スポーツケア（PIP SPORTS）
  - プロ・フィッツ サポーター
  - プロ・フィッツ キネシオロジーテープ
  - プロ・フィッツ スポーツテック
  - プロ・フィッツ アイスバッグ
  - プロ・フィッツ 携帯酸素
  - アイスマックス 冷却スプレー
  - 歩数計 あとなんぽ
- マタニティ/ベビー用品（PIP BABY） - 旧ブランドは「フジちゃん」
  - シャンプーハット - パッケージはNHK Eテレ「おかあさんといっしょ」関連が主である。
  - お産パッド - 旧名称は「フジちゃん マミーパッド」。
- サポーター（PIP HEALTH）
  - アクティブウォーク
- 救急/衛生用品（PIP HEALTH） - 旧ブランドは「エスエフ十字印」。一部【医薬品】【医薬部外品】【医療機器】に該当する製品がある。
- シニア/介護用品（PIP HEALTH）

尚、血中のヘモグロビンに含まれる鉄分は磁気に反応しない性質を持つ。

## テレビCM
特に有名なのは、ピップエレキバンのCMである。
- ピップエレキバンのCMは、かつて女優の樹木希林やタレントの藤村俊二らとともに当時ピップの会長だった横矢勲（よこや いさお、1903年7月3日 - 1986年4月25日）が自ら出演したことで知られている。経営者自身がCMに出演する例は少なくないが、この横矢のシリーズほど全国的に大きな話題となり長く続いたものは珍しい、ちなみに横矢はCM出演料を受け取っていなかった。
- 横矢が最初に出演したCMで一言「ピップエレキバン!」と言ったことから話題となる。後に樹木と組むようになり、エレキバンのCMで見せる横矢のコミカルな動きが人気に拍車をかけエレキバンの知名度が上昇、売れ行きは爆発的に伸びた。また横矢はフジテレビの「新春かくし芸大会」にチョイ役で出演した（「ロッキー」のパロディの出し物で、ノックした時に「ピップエレキバン!」とセリフを言う役）。
- 同CMのロケで、読み方が同じ「ぴっぷ」ということから北海道上川郡比布町にある比布駅や比布神社が使われたことで、一躍比布町や比布駅が脚光を浴びたこともあった[3]。また米国・アラスカ州にある「パイロット・ポイント空港」（IATAコードがPIP）で撮影したものもある[4]。このパイロット・ポイント空港は日本航空の社員に尋ねた所で確認することができたとのエピソードが残っている。
- CM中で樹木が横矢の横で「この、しぶとさが、会社を繁栄させるワケですね」と喋った台詞は当時流行語となった。
- 1986年4月25日に横矢が死去したことにより、樹木とのコンビは解消。この時点では、エレキバン購入者の中から抽選でオリジナル腕時計をプレゼントする懸賞を実施していたが、急遽2人が出演していないCM（ハワイの海岸らしき景色をバックに懸賞の告知のナレーションが入っただけ）に差し替えられた。横矢の告別式では樹木が弔辞を読み上げた。
- 上記の懸賞後に放映する予定であったCMが横矢の生前に1本制作されたが、お蔵入りとなった（例外としてバラエティ特番で"幻のCM"として放映された事がある）。
- 横矢死去後、しばらく樹木が一人で出演した。その中に横矢を偲ぶと思われる映像や「この世に肩のあるかぎり」と書かれたテロップが出たものもあった。後に片岡鶴太郎とのコンビで1990年頃まで放映された。当時のオチはロゴマークの飛び出しとサウンドロゴを使用した。薬局店員役で蛭子能収が出演したこともあった。
- その後、樹木は加藤治子と嫁姑役に扮してコミカルなやり取りを披露した。樹木と加藤はテレビドラマ「寺内貫太郎一家」でも共演しているが、ドラマでは樹木が姑役で加藤が嫁役であったのに対し、CMでは加藤が姑役で樹木が嫁役で出演。
- この商品をパロディー化したものに「ピックエレキラムネ」（製造会社名は不明）というお菓子があった。実際、樹木と横矢そっくりのイラストも出ていた。
- 小林幸子が主演したシリーズの中に、幸子の生き別れの姉（無論架空の設定）の巨大な「幸子EX」が登場し、その後紅白歌合戦で巨大な小林幸子を模したロボットが偶然登場したことでCMも大きな話題となった。

その他にも、話題となったCMが幾つかある。
- 滋養強壮の栄養ドリンク「ダダン」のCMは、ジャングルの中の滝壷のような場所で、女子プロレスラーレジー・ベネットが水着姿で「ダ・ダーン! ボヨヨン、ボヨヨン、ダ・ダーン!」（当時の流行語になった）と言いながら、自分のバストを揺さぶるというものだった。当初関西ローカルのCMだったが、笑福亭鶴瓶が『鶴瓶上岡パペポTV』（読売テレビ）で「何やあのCMは!」と驚愕したことから話題になり、後に全国区で流れるようになった。ちなみにこのセリフと振り付けの発案者はポール牧である。
- 陸上競技のランニングシャツを着た女性二人が、トラックを並んで疾走する姿を映した「ピップ内服液50」のCMでは、片方の女性は巨乳、もう片方の女性は貧乳であったため、二人のバストの大きさの違いが良くわかり、話題となった（CMではスロー再生されており、より二人のバストの揺れ方が強調されていた）。特に巨乳の女性は人気が沸騰、当時の写真週刊誌でも大きく取り上げられた。
- 80年代、「漢方肩こり薬」のCMにドラマ「裸の大将」と同じ山下清のいで立ちで芦屋雁之助が出演していた。
- 90年代にはピップワンダーペットのCMが放送されたものに脱糞の表現があったが、その後涙を流すという表現に差し替えられた。

現在は友近や小林幸子、観月ありさ、黒木瞳、市川染五郎を起用したCMをスポット中心に流している。

## 提供番組
現在
- 現在は無し。
  - かつての提供クレジットは「ピップフジモト」、「ピップエレキバン」、「ピップトウキョウ」、「ピップグループ」、「フジちゃん マミーパッド」だった。60秒の提供の場合、1分間まるごとCMを流していた。

過去
- 2時のワイドショー（読売テレビ制作・日本テレビ系列）
- ウッチャンナンチャンのウリナリ!!（日本テレビ系）
- ザ・ロードショー（TBS系列）
- 水曜ロードショー（TBS系列）
- すてきな出逢い いい朝8時（毎日放送制作・TBS系列）
- JNNおはようニュース&スポーツ（TBS、関東ローカル）
- クイズ!年の差なんて（フジテレビ系列・30分時代）
- クイズ&ゲーム太郎と花子（フジテレビ系列　1991年3月まで提供。後継は森永製菓）
- 金曜ドラマシアター（フジテレビ系列）
- 土曜大好き!830（関西テレビ制作・フジテレビ系列）
- 森田一義アワー 笑っていいとも!（フジテレビ、前半・関東ローカル）
- 三枝の国盗りゲーム（朝日放送制作・テレビ朝日系列、1986年2月まで提供。出場者にはピップエレキバンが贈呈された）
- パネルクイズ アタック25（朝日放送制作・テレビ朝日系列、1988年 - 1989年）
- 鶴太郎の大人によくないテレビ（テレビ朝日・関東ローカル）
- 金曜スペシャル（東京12チャンネル→テレビ東京）
- TVチャンピオン（テレビ東京系列）
- 流語〜ナガレガタリ〜（テレビ東京系列）など
  - 提供クレジットは「ピップエレキバン」だった。

## 関連子会社
- 八神商事株式会社（愛知県春日井市）